# Zlaté doly (Mladé Buky)
Zlaté doly v Bártově lese jsou kulturní památkou na území obce Mladé Buky v okrese Trutnov. Jedná se o pozůstatky zlatých dolů z 16. století. Součástí kulturní památky je i kamenný most, pravděpodobně také ze 16. století.

## Historie

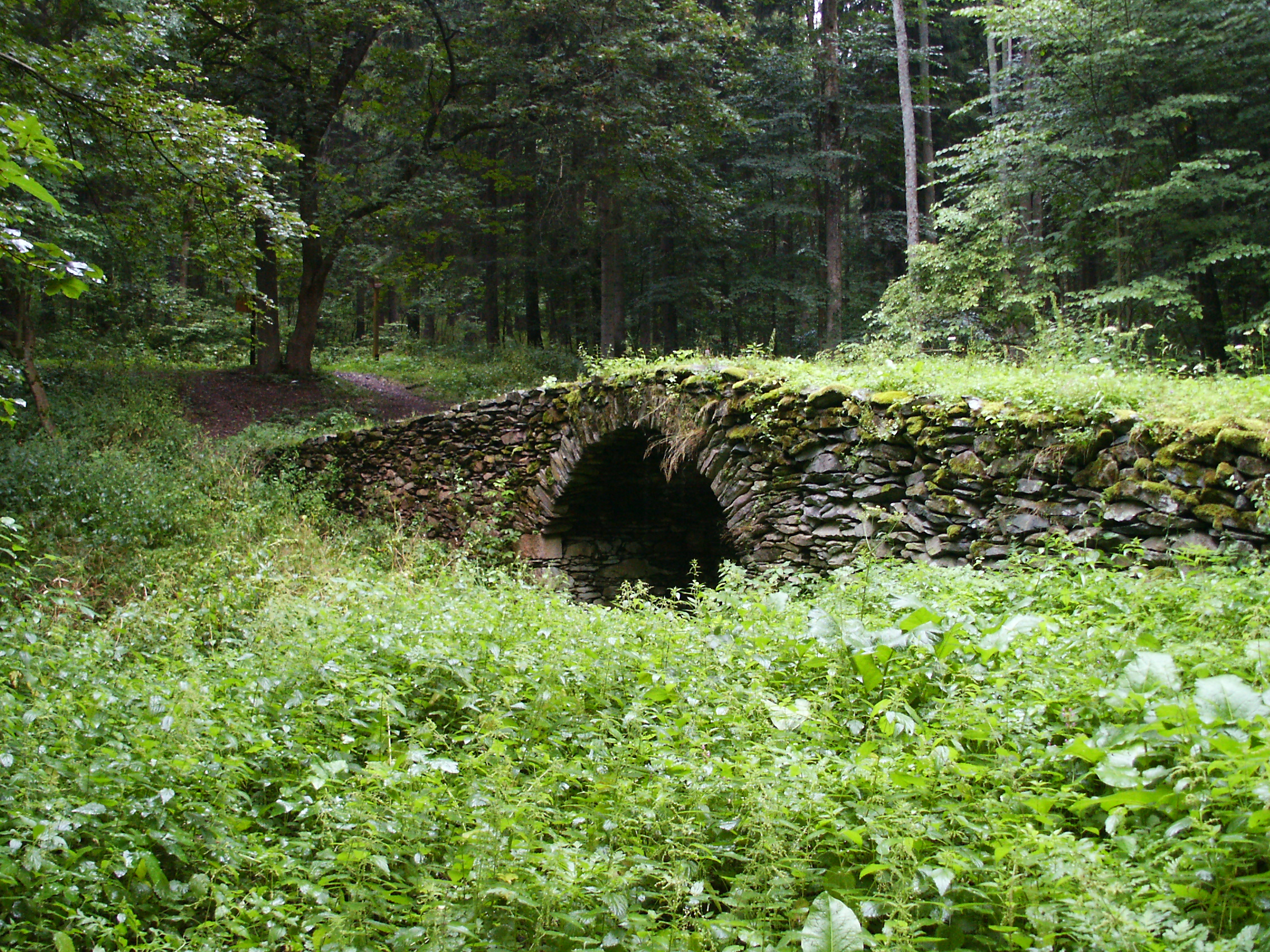
Kamenný most z 16. století

S těžbou stříbra je spojena zejména osada Bystřice, ležící na sever od Mladých Buků. Zlato je v těchto místech připomínáno již během vlády knížete Oldřicha na přelomu 10. a 11. století. První doložená zmínka o těžbě zlata je pak z roku 1542. Jednalo se o smlouvu mezi Kryštofem z Gendorfu a majiteli Vlčického panství. Roku 1546 pak císař Ferdinand I. povýšil hornickou osadu Svobodu pod „zlatými Rýchorami“ na městys s horními právy (získala tedy právo těžit zlato a stříbro).
Roku 1580 se stává Svoboda nad Úpou horním městem. Doly jsou v této době v období největší prosperity. Měšťan Jan Jirský z Hradce Králové zde nechává otvírat nové šachty. Vzniká jáma Trenčín či jáma Zlatý klas. Během intenzivní těžby horníci zcela přebudovali terén. V roce 1609 vzniká odvodňovací štola Klinge a Kluge. Tu nechal roku 1768 opětovně čistit kníže Schwarzenberg. Těžbu přerušila třicetiletá válka. Ačkoliv byla hornická činnost po válce opět obnovena, nikdy se nenavrátila k plnému rozsahu prací. Roku 1772 těžba ustala kvůli nerentabilitě. O devět let později byla zbořena stoupa a tím těžba definitivně skončila.
Obec Sklenářovice ležící nedaleko dolů byla zničena v padesátých letech 20. století při akci Demolice. V současnosti je oblast zajímavá zejména z archeologického a historického hlediska.

## Popis

### Doly
Místo dolů je v současnosti zarostlé lesem a travinami. Nalezneme zde však kupovité či protáhlé kopečky nazývané sejpy. Největším pozůstatkem po povrchovém dobývání v Bártově lese je jáma Velká pinka o rozměrech 100 x 90 metrů, na jejímž dně jsou tři zasypaná ústí šachet. Konečná délka podzemní ho díla není známa. Ve svahu jsou patrné nejméně dva trychtýře nad zasypanými světlíky.

### Most
Celková délka kamenného archaického mostu je zhruba 18 metrů. Mostní koruna je mírně vzdutá, konstrukce je bez postranních madel. Most byl postaven z lokálně vytěžených kamenů. Výška klenby je 430 cm, osa klenby mostu má 460 cm a u nájezdní komunikace je šíře mostovky až 550 cm.